# Becsó
Becsó (szlovákul: Bečov) Szebedénybecsó településrésze, korábban önálló falu Szlovákiában, a Besztercebányai kerületben, a Besztercebányai járásban.

## Fekvése
Besztercebányától 15 km-re délkeletre, a Zólyomi-medence déli részén, a Zolna-patak völgyében. Szebedénybecsó északi településrészét alkotja.

## Története
A falu a 14. században keletkezett. 1582-ben „Beczov” alakban említik először, már ekkor a töröknek is adózott. 1591. december 23-án a török rajtaütött a falun és felégette azt, lakóit pedig adófizetésre kötelezte. 1657-ben ismét a töröknek kellett adóznia. Garamszeg, majd Végles várának uradalmához tartozott. A 16. századtól 1848-ig különböző nemesi családok birtoka.
A 18. század végén Vályi András így ír róla: „BECSOV. Busov. Tót falu Zólyom Vármegyében, birtokosa Ráth Uraság, lakosai katolikusok, fekszik felső Mitsinyének szomszédságában, mellynek filiája, legelője elég, fája tűzre ingyen, piatzozása egy mértföldnyire Zólyomban; de mivel földgye átallyában keveset terem, határja hegyes, és nehezen miveltethetik, makkja nintsen, második Osztálybéli.”
1828-ban 21 házában 156 lakos élt. Lakói mezőgazdasággal, állattenyésztéssel foglalkoztak.
Fényes Elek 1851-ben kiadott geográfiai szótárában így ír a faluról: „Becsov, tót falu, Zólyom vármegyében, Beszterczéhez délkeletre 2 órányira; 8 katholikus, 148 evang. lak. Vízimalom. Jó legelő. Erdő. F. u. többen.”
1910-ben 91, túlnyomórészt szlovák lakosa volt. A trianoni diktátumig Zólyom vármegye Besztercebányai járásához tartozott.
1964-ben egyesítették Szebedénnyel.

## Nevezetességei
- Fa haranglába a 18. század második felében épült.
- A falu alatt régi vízimalom található, melyben a második világháborúig fűrész is üzemelt.